# Xacarella
Xacarella (en castellà i oficialment Jacarilla) és un municipi del País Valencià que es troba a la comarca del Baix Segura. S'hi parla castellà i, en 2003, hi havia 1.638 habitants governats pel PP que obtingué aqueix any 6 dels 9 regidors municipals; els altres 3 són del PSPV.
El desenvolupament del regadiu i la reparcel·lació del segle passat han donat prosperitat i creixement demogràfic al municipi. El terme és molt menut (6,8 km²) i, dedicat a l'agricultura, no presenta gaires paratges dignes d'esment, llevat dels jardins del Palau de Las Eras, que presenten un important nombre d'espècies vegetals.

## Història
Consta que en el segle iv aC hi havia un assentament iber, una mena de santuari que era receptor de pelegrinatge i que es deia Sakariskera ("lloc on s'atura el riu de sorra"), aquell primitiu evoluciona a Xacariella, Hacarilla o Xacara, que és com apareix en el Llibre de Repartiment d'Oriola; el senyoriu ha estat unit a la família Togores des que en la conquesta els cavallers d'aquest llinatge que acompanyaren Jaume I foren distingits amb prebendes; al segle xv, un d'ells, mossén Bartolomé Togores i Brizuela maridà amb La filla de Jaume Ibáñez de Ruidoms, senyor de Xacarella i el senyoriu passà als Togores, que el mantingueren fins a 1811 en què, a la mort sense descendència d'Ignasi Joaquim Togores i Escorcia, va heretar-lo el seu nebot Francesc de Paula Manel Sandoval i Togores, el qual va obtenir la separació municipal de Bigastre; en el segle xvii Xacarella obtingué la segregació d'Oriola, a la qual jurisdicció pertanyia; en 1734 obté la separació eclesiàstica d'Oriola i en 1917 la independència administrativa local, en separar-se de la de Bigastre; en 1915 adquireix el lloc Francesc de Cubas i Erice, marquès de Fontalba el qual, en 1920, es va construir al lloc conegut com a Las Eras un palau amb magnífics jardins; el marquès va mantenir les possessions en règim gairebé medieval, per la seua família fins a 1947 en què Felip de Cubas i Urquijo, marquès de Fontalba, va reparcel·lar-lo i va vendre'l als habitants del poble.

## Cultura i patrimoni
Quant al patrimoni torna a ser el palau el referent més evident tot i que no es pot visitar per ser de propietat privada. També hi ha:
- Caserna de la Guàrdia Civil. Tampoc és visitable per estar en servei. Va ser costejada Pel Marquès i es troba adossada als jardins.
- Església de nostra senyora de Betlem. Neogòtica i també costejada pel Marquès que àdhuc ordenà construir-hi una petita llotja per al seu exclusiu ús al costat de l'altar.

De menjars, els propis del terreny són l'arròs amb conill i el guisat de titot amb pilotes. També hi ha bons dolços